# Gremersdorf

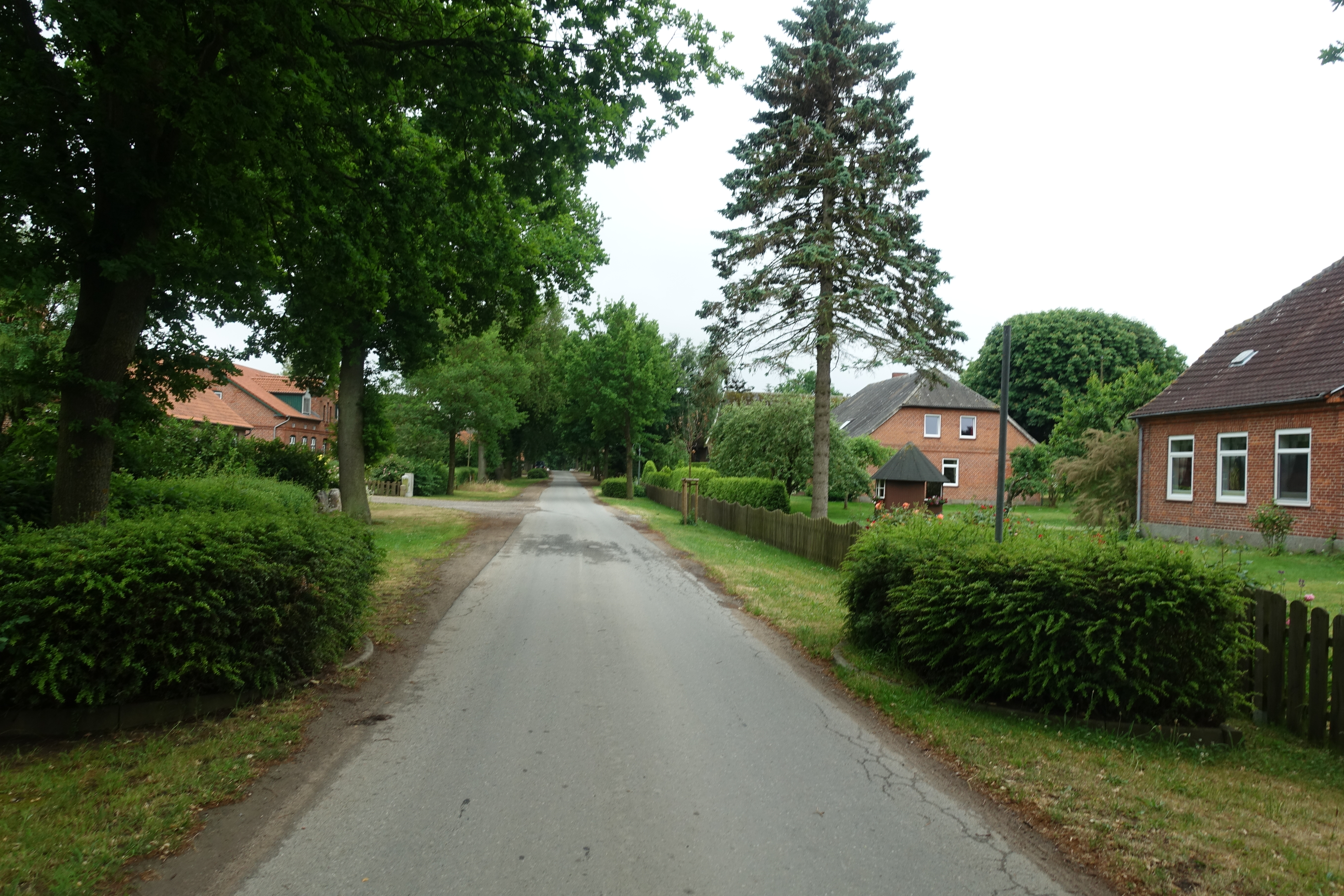
Gremersdorf 2021

Gremersdorf ist eine amtsangehörige Gemeinde des Amtes Oldenburg-Land im Kreis Ostholstein in Schleswig-Holstein. Das Gemeindegebiet wird von Norden durch die Stadt Heiligenhafen, im Osten von der Gemeinde Neukirchen, im Süden von der Stadt Oldenburg in Holstein und im Nordwesten von der Ostsee begrenzt. Im Gemeindegebiet liegen 13 Dörfer und vier Güter. In ihrer heutigen Form besteht die Gemeinde seit 1968. Die Dörfer Dazendorf, Kembs, Neuratjensdorf, Sulsdorf und Teschendorf sowie der Ortsteil Altgalendorf liegen im Gemeindegebiet. Die vier Güter auf dem Gebiet der Gemeinde sind Seegalendorf, Putlos, Johannistal und Bankendorf. Die vollständige Liste der Ortsteile: Altgalendorf, Bankendorf, Bollbrügge, Dazendorf, Friedrichstal, Giddendorf, Goldkamp, Gremersdorf, Jahnshof, Johannistal, Kembs, Nanndorf, Neuratjensdorf, Neuseegalendorf, Neuteschendorf, Rossee, Seegalendorf, Sulsdorf, Techelwitz, Teschendorf, Wandelwitz.

## Geschichte
Der Name Gremersdorf leitet sich von Gremerstorpe ab. Dies bedeutet Dorf des Grimhari, Grimheri, Grimher, Grimer.
Gremersdorf wurde 1377 von den sechs Brüdern v. Siggen dem Rat der Stadt zu Kiel zum Nutzen des Heiligengeist- und St. Jürgenhospitals verkauft. Am Anfang des folgenden Jahrhunderts hatte das Dorf acht Hufen.
Teschendorf war das nördlichste der Kapitelsdörfer des Lübecker Domkapitels.

## Gut Seegalendorf
Gut Seegalendorf wurde gegen Ende des 16. Jahrhunderts gegründet. Das Gut war, ebenso wie das Gut Putlos zu dem es zunächst gehörte, im Besitz der Familie Rantzau, ab Mitte des 18. Jahrhunderts im Besitz der Familie von Rumohr. Das Herrenhaus wurde gegen Ende des 18. Jahrhunderts erbaut. Das ursprüngliche Hauptgebäude war ein einstöckiges Fachwerkhaus, an das zwei Kavaliersflügel aus rotem Backstein anschlossen. Während die Kavaliersflügel heute noch stehen, wurde das Herrenhaus 1839 durch einen spätklassizistischen Neubau ersetzt.
Das Gut Seegalendorf wird heute landwirtschaftlich genutzt und betreibt eine Shetland-Pony-Zucht.

## Hof Bollbrügge
Die Rundscheune auf dem Hof Bollbrügge, in Gremersdorf, ist die einzige erhaltene Rundscheune Schleswig-Holsteins. Das Ortswappen zeigt die Rundscheune.

## Gut Putlos
Das ehemalige Gut Putlos ⊙ lag auf dem Sperrgebiet des 1935 eingerichteten Truppenübungsplatzes Putlos.

## Wirtschaft
Das Gemeindegebiet ist landwirtschaftlich geprägt, wobei der Raps- und Getreideanbau überwiegt. Es gibt jedoch auch einige kleine Gewerbebetriebe.
Im Gemeindegebiet befinden sich zwei Windparks und eine Biogasanlage.

## Straßenverkehr
Gremersdorf befindet sich an der A 1 mit insgesamt zwei Anschlussstellen. Bis zur Fehmarnsundbrücke sind es im weiteren Verlauf der A 1 und der B 207 rund 15 km. Entlang dieser Straße verläuft die Europastraße 47 und die „Vogelfluglinie“, die nach etwa 28 km den Fährhafen Puttgarden auf Fehmarn mit einer Fährlinie nach Dänemark erreicht.
Durch den Süden verläuft die Landesstraße 60.

## Politik

### Gemeindevertretung
Die Wahl 2023 ergab folgendes Ergebnis:
| Gemeindewahl Gremersdorf 2023 %706050403020100 64,9 %35,1 % CDUSPDGewinne/Verlusteim Vergleich zu 2018 %p 8 6 4 2 0 −2 −4 −6 −8−7,0 %p+7,0 %pCDUSPD | Sitzverteilung in der Gemeindevertretung Gremersdorf seit 2023Insgesamt 13 Sitze - SPD: 5 - CDU: 8 |

### Wappen
Blasonierung: „Von Grün und Blau durch einen schmalen silbernen Wellenbalken gesenkt geteilt. Oben eine silberne Rundscheune, links und rechts begleitet von je einer goldenen Getreideähre, unten ein silberner Fisch.“

## Persönlichkeiten
- Anne-Chatrine Rühlow (1936–2023), deutsche Leichtathletin, wurde im Ortsteil Altgalendorf als Anne-Chatrine Lafrenz geboren